# Bunhe
Bunhe (în ucraineană Бунге), cunoscut până în 2016 sub numele de Iunocomunarivsk (în ucraineană Юнокомунарівськ), este un oraș din Ucraina.